# 松山烽火台
松山烽火台，是位于中国福建省霞浦县松山街道松农村的一个明代古建筑，是明代用以预警、抵御倭寇的烽燧通讯设施遗存，2020年10月入选第九批霞浦县文物保护单位。

## 历史
松山烽火台坐落于松山之上，面朝福宁湾，始建于明代正统九年（1444年），为抵御倭寇入侵而修筑的烽火报警设施。

## 建筑
总面积18平方米，壁垒由毛石筑成，内部夯土，整体呈椭圆形，烽火台处亦架有炮台，迟至民国初年已废弃。